# ＃ハイ ポール
『#ハイ_ポール』（ハイポール）は、フジテレビで2016年4月22日（4月21日深夜）から2017年9月29日（9月28日深夜）まで放送されたバラエティ番組。深夜番組レーベル『フジテレビからの!』内に於いて放送された。

## 概要
スマートフォンに搭載された“ポンコツ人工知能”と言われる黒クマのキャラクター「ポール」が若手の女性タレント、モデル、ミュージシャンらを「ユーザーゲスト」に迎えてトークを行い、ゲストの質問に対して適当に答え、望みに何でも応えるという流れを本筋として、合間に各コーナー、ショートアニメ、ドラマ、フジテレビオンデマンド（FOD）のオリジナル番組などを紹介しながら、世の中の最新トレンドなどを紹介。各コーナーのドラマ・アニメ・コーナーは、ユーザーゲストに「おすすめのVTRが届きました」とポールが伝えてから入るという流れがある。

## レギュラー放送終了後の特番
ポールの声はいずれも本編と同じく尾崎世界観が担当。
＃ハイ_ポール 一夜限りの復活SP
終了から2年6か月後の2020年3月10日深夜（3月11日未明）に放送（午前3:10 - 4:00）。ユーザーゲストは池田美優（みちょぱ）、森七菜、谷まりあ。番組の合間には子供向けバラエティ番組『じゃじゃじゃじゃ〜ン!』と同番組で行われている『うんこスクワットたいそう』、ショートアニメ『ね子とま太』が登場した。
＃ハイ_ポール 1年ぶり1夜限りの再起動SP
2021年4月1日深夜（4月2日未明）に放送（午前2:05 - 3:05）。ユーザーゲストは堀田真由、白石聖、岩倉美里（蛙亭、現・イワクラ）。番組の合間には、『モニカ トイ』、『ね子とま太』、伊豆見香苗の作画によるショートアニメ『＃伊豆見＃うし_ステーキ』『＃伊豆見＃あらいぐま_手洗い』が登場した。
＃ハイ_ポール 秋の復活祭SP
2021年11月26日深夜（11月27日未明）に放送（午前3:05 - 4:05）。ユーザーゲストはKATY、関水渚、岡田結実。ポール（尾崎）と3人1人ずつとのトーク中心に進行した。

## 出演
- ポールの声：尾崎世界観（クリープハイプ）
※ポールには、「ポーラ」という名前の“相方”（メス熊）が居ることが2017年2月17日放送で判明する[6]。

### ＃ユーザーゲスト
| 放送日                    | ＃ユーザーゲスト                                                                 |
| ------------------------- | -------------------------------------------------------------------------------- |
| 2016年4月22日 - 4月29日   | 井上苑子、池田エライザ、藤田ニコル                                               |
| 2016年5月13日 - 5月20日   | 池田美優、中嶋イッキュウ（tricot）、emma                                         |
| 2016年5月27日 - 6月3日    | 江野沢愛美、植野有砂、越智ゆらの                                                 |
| 2016年6月10日 - 6月17日   | 生ハムと焼うどん、金子理江、池田美優                                             |
| 2016年7月1日 - 7月8日     | 藤田ニコル、古畑星夏、伊藤萌々香                                                 |
| 2016年7月15日 - 7月22日   | 加藤ナナ、紗蘭、Yun*chi                                                          |
| 2016年7月29日 - 8月5日    | 越智ゆらの、井上苑子、まこみな                                                   |
| 2016年8月12日 - 8月19日   | 長澤茉里奈、池田美優、あっこゴリラ                                               |
| 2016年8月26日 - 9月2日    | 池田美優、越智ゆらの、井上苑子、生ハムと焼うどん （「＃ハイ_ポール祭」公開収録） |
| 2016年9月9日 - 9月16日    | Miracle Vell Magic、葉山潤奈、吉田菫（SILENT SIREN）                             |
| 2016年10月14日 - 10月21日 | 金子理江、莉音、秋本帆華                                                         |
| 2016年10月28日 - 11月4日  | DJみそしるとMCごはん、西川瑞希、大関れいか                                       |
| 2016年11月11日 - 11月18日 | mirei、越智ゆらの、渡辺リサ                                                      |
| 2016年11月25日 - 12月2日  | emma、RaMu、chay                                                                 |
| 2016年12月9日 - 12月16日  | 永井理子、古川優香、池田美優                                                     |
| 2017年1月13日 - 1月20日   | あの（ゆるめるモ!）、葉山潤奈、岡田結実                                          |
| 2017年1月27日 - 2月3日    | わたなべ麻衣、井上苑子、大友花恋                                                 |
| 2017年2月10日 - 2月17日   | テンテンコ、前田希美、RaMu                                                       |
| 2017年2月24日 - 3月3日    | 理姫（アカシック）、mirei、土屋怜菜                                              |
| 2017年3月10日 - 3月17日   | ひかぷぅ、Rima+、金子理江                                                        |
| 2017年4月21日 - 4月28日   | 岸明日香、井上苑子、横澤夏子                                                     |
| 2017年5月5日・5月19日     | 久松郁実、あの（ゆるめるモ!）、山﨑ケイ（相席スタート）                          |
| 2017年5月26日 - 6月2日    | 朝比奈彩、池田美優、安藤なつ（メイプル超合金）                                   |
| 2017年6月9日 - 6月16日    | 菅本裕子、越智ゆらの、amiinA                                                     |
| 2017年6月23日・7月7日     | 篠崎愛、加藤ナナ、光浦靖子                                                       |
| 2017年7月14日 - 7月21日   | たかはしほのか（リーガルリリー）、越智ゆらの、都丸紗也華                         |
| 2017年7月28日 - 8月4日    | 浅川梨奈（SUPER☆GiRLS）、理姫（アカシック）、池田美優                            |
| 2017年8月11日 - 8月18日   | 峯岸みなみ（AKB48）、小嶋陽菜、池田美優                                          |
| 2017年8月25日・9月8日     | 鹿目凛（ベボガ!（虹のコンキスタドール黄組））、金子理江、岡本夏美                |

## コーナー
本番組終了時点でのコーナー
- 神の間 （2016年11月4日 - ）
出演：村本大輔（ウーマンラッシュアワー）、小嶋陽菜　ナレーター：中川パラダイス（ウーマンラッシュアワー）
ストリーミングサービス「SHOWROOM」と連動するコーナー。小嶋が「メガミ」、村本が「ゲボク」として出演し、こたつの中でトーク[8][9]。ユーザー（民）からSHOWROOMでやってほしい番組、「神の手」で欲しい商品を「民の声」として募集して実現していくという企画。第5位までスタジオ出演できるという出演オーディションも行われている。また以下のように本コーナーからのスピンオフ企画がSHOWROOMで生配信された。なお、小嶋はTBSテレビの深夜バラエティ「有吉AKB共和国」の終了以来、本番組で7ヶ月ぶりのレギュラー復帰となった。
「神の間」presents ウーマンラッシュアワー村本大輔と公開口喧嘩しまSHOWROOM（2016年11月5日 20:00）[2]
ゲボク村本とメガミ珠理奈の神の間やりまSHOWROOM（2017年1月24日 23:15）[10]
- スーパー・ササダンゴ・マシンの子供でもわかる講座
- 竹山ブートキャンプ! 〜ザキヤマ&河本のイジリトレーニング〜 （2016年9月2日 - ）
出演：カンニング竹山、山崎弘也（アンタッチャブル）、河本準一（次長課長）、スミス楓
- マンガは世界を救う! （出演：有野晋哉（よゐこ）、神田沙也加）（2016年10月28日 - ）[11]
- ハミダシター 
芸人界のはみだし者「ハミダシター」を名乗るキングコング・西野亮廣が、同じくはみだし者と言われる各業界人と対談するコーナー[12]。
- みんなとオマエラのうた（『今夜はアリエナイト』及び『どぅんつくぱ〜音楽の時間〜』からの継続企画）
- どうぶつタロット占い （出演：BeBe、ナレーター：中村仁美）
- 新型地方活性化プロジェクト ダイバイヤー[13]
ダイバイヤーは「お台場No.1」を語る商社。日本全国から見付けた逸品を選定した上で、至高のメイドインジャパンとして紹介するコーナー[14][15][16]。
出演：社長 - 前園真聖、社員 - あべこうじ
ダイバイシンイン：奥ノ谷圭祐（株式会社ピーアイ「短パン社長」）、経沢香保子（株式会社カラーズ代表取締役）
シェフ：maa[17]、広報：イブラひもびっち（ハリネズミ）、ナレーター：声出す夫
- 食べる女
- でんじろう東京スイソ学園
- 劇団ひとりの編集長お願いします
- PJベリーのカフェ散歩 （2017年4月 - ）

### ショートアニメ
- ふりぃきぃ〜はいすく〜る （2016年6月10日 - ）
- アルプスの少女ハイジ？ちゃらおんじ （2016年8月12日 - ）[18]
  - 『ちゃらおんじ』は、本番組終了後も同じフジテレビの深夜番組『プレミアの巣窟』内のコーナー枠に移動して放送を継続（2017年10月23日～）。
- ミカンせいじん現わる （2016年8月25日 - ）[19]
- 神々の記（2016年11月24日 - ）
- ね子とま太（2017年4月21日 - ）[20]
- 人妻つぶ子（2017年7月6日 -）

### 本番組終了以前に終了したコーナー
- 自分大喜利 （出演：Aマッソ、有野晋哉、立川吉笑）
- SNS英語講座 （出演：植野有砂）
- 美人エスカレーター （エスカレーターに乗ってすれ違う出演者の映像を紹介。以下は出演者）
  - 佐保明梨（2016年4月22日）
  - 玉井杏奈（2016年5月13日）
  - 熱田未帆（2016年5月20日）
  - 後藤夕貴（2016年5月29日）
  - 松田莉奈（X21）（2016年6月3日）
  - 牧野真鈴（2016年6月10日）
  - 小玉梨々華（2016年6月17日）
  - 傳谷英里香（2016年7月1日）
  - 赤坂星南（原宿駅前パーティーズ）（2016年7月15日）
  - さくら学院（2016年8月5日）
- OWD （2016年5月13日 - ）
- オシリスの天秤 （2016年5月20日 - ）
- 竹山の免許がない!
- オネェコの妄想熟語
- とことん HOME MADE
- まもなく3時 目覚めのヨガ
- スカッとするVine
- ビデリジャス
- 恋愛フェイク・ドキュメンタリー「VIRGINS」
- 心のベストテン

#### ドラマ
- FODオリジナルドラマ「SHIBUYA A 0丁目」（出演：池田エライザ、村上虹郎、オカモトレイジ）
- タイムパトロールのOL （2016年10月14日 - 2016年12月16日　出演：戸田恵梨香、玄理、西田麻耶、望月志津子）

#### アニメ
- サバパラ
声の出演：マル - 大河元気、ロック - 藤原祐規[21]、ミヨ - 諏訪ななか[22]
- PJベリーのもぐもぐむにゃむにゃ （2016年10月 - 2017年3月17日）

## これまでに紹介されたFODオリジナル番組
- 木村トレーナーの女性的な魅力を引き出すトレーニング
- ハンサムビュッフェ
- グルメの迷宮
- スナック幸子 （出演：小林幸子（ママ）、小籔千豊（マスター））
- 恋愛フェイク・ドキュメンタリー「VIRGINS」
- 好きな人がいること サマサマキュンキュン大作戦
- 恋愛経験0の女性がもしも少女マンガのような世界にまきこまれたら－
- オチビサン諸国漫遊記
- スマドラ
など。紹介終了前には「続きは#ハイ_ポールで検索」のテロップが出る。

## スタッフ
- 企画：下川猛
- プロデューサー：秋葉英行、早川賢司、福岡ナヲト、肆矢崇博、佐々木浩、布藤淳之介、金栗英彦
- 総合演出：渡辺資
- 演出：相澤直人、遠藤淳之介
- ディレクター：佐藤哲士、花木現、山本清志郎、篠田栄一、M☆Picture
- 制作統括:本間学
- 制作担当：岡本衣紅子、則松慧、平塚夏樹、清岡美紗子、土出友美、中川智允、出樋昌稔
- 構成：堀江B面、山口トンボ、笹川勇、一場麻美
- ブレーン：佐藤詳悟
- AP：田中瑞季
- デスク：渋谷清美
- CGデザイン：大森清一郎
- 「神の間」構成：鈴木おさむ
- 「神の間」演出：逸見忠利
- 「ダイバイヤー」演出：小林雅知
- 制作協力：NEXTEP、クラフト、FIREBUG、BREAKPOINT、grow's
- 技術協力：フジアール、ザ・チューブ、ヴェルト
- 制作：フジテレビ

（）